# فریموت ۵۱۱۵
سیارک ۵۱۱۵ (به انگلیسی: 5115 Frimout، نامگذاری:1988CD4) پنج هزار و صد و پانزدهمین سیارک کشف شده‌است که در ۱۳ فوریه ۱۹۸۸ کشف شد.
قدر مطلق سیارک برابر ۱۲٫۳۰ است.